# O Combate: Mulher suplicando pelos Vencidos
O Combate: Mulher suplicando pelos Vencidos é uma pintura a óleo sobre tela de grande dimensão do artista inglês William Etty, exibida pela primeira vez em 1825, e actualmente exposta na  Galeria Nacional da Escócia. Inspirada pelos Mármores de Elgin e realizada com a intenção de fornecer uma lição de moral sobre "a beleza da misericórdia", a pintura mostra um guerreiro quase nu cuja espada se partiu, forçado a ficar de joelhos em frente de outro soldado, também quase nu, que se prepara para disferir um golpe mortal. Uma mulher, também ela quase nua, agarra o guerreiro vencedor suplicando que não mate o soldado perdedor. Pouco habitual numa pintura histórica do período, O Combate não ilustra uma cena histórica, literária ou religiosa, e não se baseia numa obra de arte existente; em vez disso, é uma cena originada da imaginação do próprio autor.
Quando foi exibida na Exposição de Verão da Academia Real de 1825, teve uma boa recepção junto da crítica generalizada, que destacou a sua excelência técnica, a sua fusão de diferentes estilos de escolas de pintura, e o próprio tema. No entanto, ninguém demonstrou interesse na sua aquisição na Exposição de Verão, sendo comprada por um colega, também ele artista, John Martin. A dimensão da pintura acabou por ser um problema em casa de Martin, e em 1831 ele vendeu-a à Academia Real Escocesa. Em 1910, foi transferida para a Galeria Nacional da Escócia, onde se encontra.